# Aerospace Valley
Aerospace Valley è un cluster francese di aziende di ingegneria aerospaziale e centri di ricerca. Il cluster si trova nelle regioni Occitania e Aquitania del sud-ovest della Francia ed è principalmente concentrato nelle città di Bordeaux e Tolosa e dintorni.
Le oltre 500 aziende affiliate (tra cui Airbus, Air France Industries e Dassault Aviation) sono responsabili di circa 120.000 posti di lavoro nell'industria aeronautica e spaziale. Inoltre, circa 8.500 ricercatori lavorano nelle aziende e istituzioni affiliate e nelle tre principali facoltà di ingegneria aerospaziale: ENAC, IPSA e SUPAERO.
L'obiettivo dichiarato del cluster è quello di creare tra 40.000 e 45.000 nuovi posti di lavoro entro il 2026.  Dalla sua creazione nel 2005, il cluster ha lanciato circa 220 progetti di ricerca con un budget totale di 460 milioni di euro, di cui 204 milioni di euro di finanziamenti pubblici.